# Elaeocarpus divaricativenus
Elaeocarpus divaricativenus är en tvåhjärtbladig växtart som beskrevs av Kanehira & Hatusima. Elaeocarpus divaricativenus ingår i släktet Elaeocarpus och familjen Elaeocarpaceae. Inga underarter finns listade i Catalogue of Life.